# Källunda gård

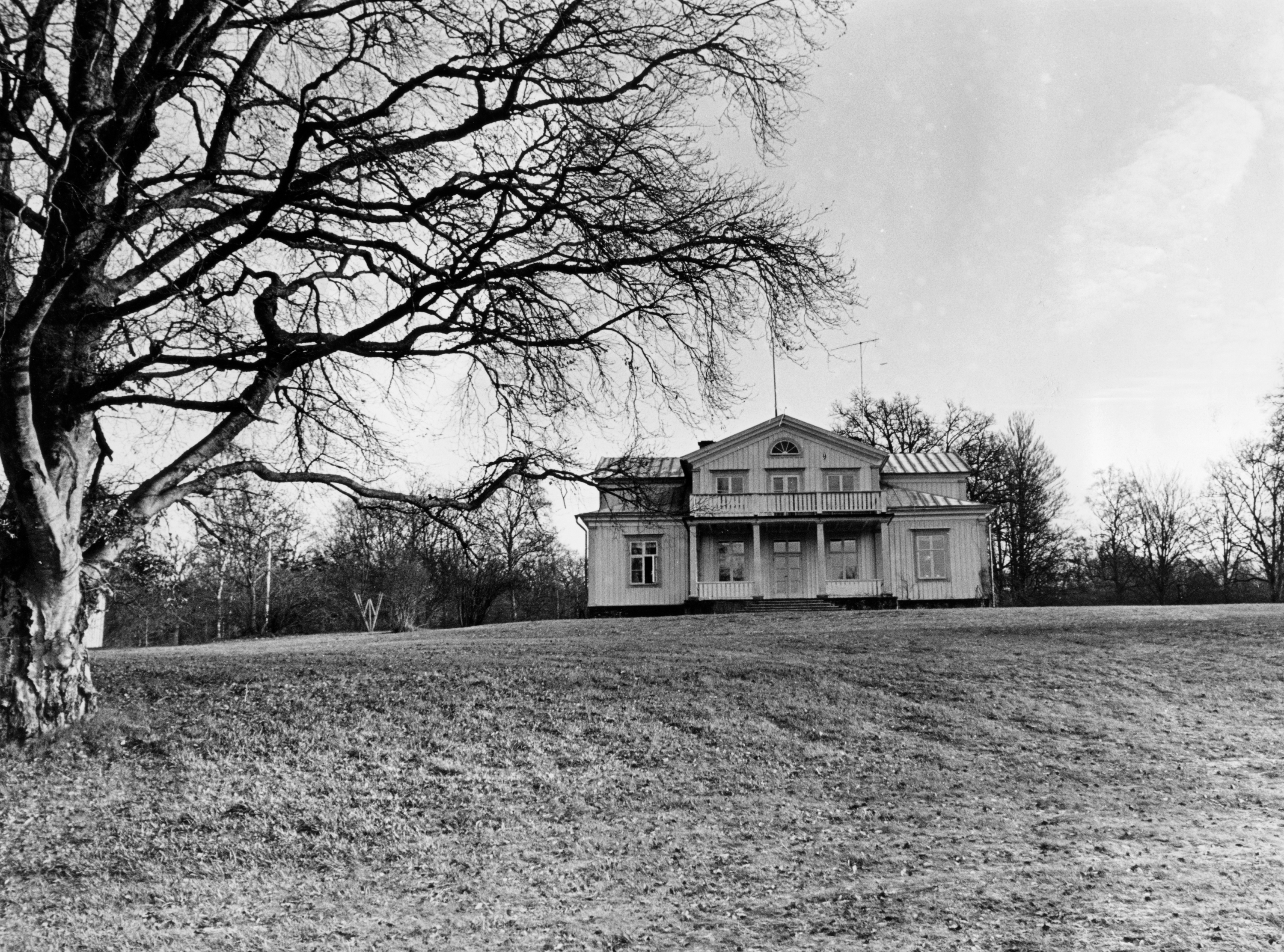
Källunda gård.

Källunda gård är en herrgård i Kärda socken i Värnamo kommun, Jönköpings län, Småland. Herrgården ligger vid Källundasjön, kring vilken även egendomarna Gamla Åminne, Schedingsnäs säteri och Hökhults gård är belägna. Herrgårdslandskapet kring Källundasjön utgör ett riksintresse för kulturmiljövård. Gårdarna är uppförda i olika epoker och stilar, men har anor från 1300-talet. Riksintresset kommer såväl ur de medeltida anorna som lämningarna efter Åminne bruk från 1800-talet.
Bebyggelsen kring Källunda gård är präglad av 1800-talet, men kring gården finns två stycken större höggravfält samt medeltida lämningar. Frälsegården förvärvades 1810 av Carl Gustaf Danckwardt, som lät 1814–1820 lät uppföra en ny mangårdsbyggnad då det gamla säteriet hade brunnit ner. Den nya byggnaden var inspirerad av den italienske renässansarkitekten Andrea Palladio – samt anlägga dammar och kanaler för vattenkraft. Danckwardt anlade även granngården Gamla Åminne. Lantmätaren Jonas Allvin skrev i sin beskrivning av Östra härad 1852 att "få egendomar i riket hafva i en enda egares hand till den grad förskönats, förbättrats och förökats i värde som Källunda."
2019 drevs gården fortfarande av Danckwardts ättlingar.